# 夜の神話
『夜の神話』（よるのしんわ）は、たつみや章による日本の小説・ファンタジー作品。
原子力発電所の事故を防ぐために奮闘する神、人間の姿を描く。
ファンタジーではあるが、『原発は安全です』という当時の安全神話、人間の驕りと現代社会を痛烈に批判した内容になっている。

## あらすじ
上昇志向が強く、競争社会の中で、子供らしさや思いやりを失いかけているマサミチ少年。引っ越し先の田舎になじめないでいる。
彼は自転車で誤ってカエルを轢き殺すが、土に埋めずに放置してしまう。
1学期の終業式の日。古ぼけた神社で出会った若者からまんじゅうを貰って食べるが、それにより、虫や動植物、神様や精霊と会話ができる不思議な能力を身につけてしまう。
実はその神社は月読神社の末社で、まんじゅうをくれた若者は夜を司る神・ツクヨミ様だった。
彼がマサミチにまんじゅうを食べさせたのは、葬ってもらえなかったカエルからの訴えで、マサミチに命の尊さを身をもって理解させ、反省してもらうためだった。
そしてマサミチはツクヨミ様や、家霊であるヨネハラさんとの交流の中で、傲慢な考え方を改め、自然の摂理や思いやりの大切さを学んでゆく。
その日の夜、マサミチの住む母の実家に、原子力発電所で働く父親の部下・スイッチョさんが、壊した体を静養するためにやってきた。とても具合が悪そうな彼は、マサミチの視点では体に青い炎を纏っているように見えた。
翌日、いいつけを破ってスイッチョさんの様子を見に行ったマサミチは、パパから説教される。
そのとき聞かされたのは、実はスイッチョさんは発電所の原子炉の不具合を直すために、危険を顧みず行った作業が元で、放射能を含んだ水蒸気を浴び、被曝したということ。
兄のように慕うスイッチョさんを助けるために、マサミチは神に仕える”月のうさぎ”と取引をする。
人間になりたかったうさぎに騙され、マサミチは人間の体を騙し取られて、うさぎの姿になってしまう。
マサミチは万能解毒薬（上記と同じまんじゅう）をスイッチョさんに食べさせるが、ツクヨミ様がこれで彼を治すことは不可能だと告げる。
そのとき、ツクヨミ様に”青い火の炉”の不具合が報告される。
"鳥舟"で原発の制御室に向かったマサミチたち。しかし天つ神と国つ神たちが人間に手を貸すか激しい議論を繰り広げる。
父を含め運転員らが、原子炉の原因不明な不具合の対処法に苦慮し、にわかに緊張感が高まってゆく。このままではメルトダウンが起きる危険性があった。
マサミチ、精霊、神、作業員は最悪の事態を回避するために努力し、最終的に、スイッチョさんがその身を犠牲にして格納容器のバルブを回し、蒸気を排出させた。
その結果、外部に放射能が漏れることはなかった。
翌日の朝のニュースは「原発で配管の事故があったが、ECCSが作動したため大事には至らなかった」という内容だった。
物語中盤で示唆されていたように、スイッチョさんが亡くなったとわかる。
マサミチが自由研究のテーマに選んだのは「原子力発電に代わる安全なエネルギーとしての、薪や木炭を使う火力発電」だった。

## 人間の登場人物
鈴木 正道（すずき・まさみち）
小学6年生。マサミチ。スイッチョさんからはマサミッチャンと呼ばれ可愛がられている。将来は大学の理工学部に進学し、ゆくゆくは原子力発電所で働く父親のような技術者になりたいと思っているが、パパは競争社会のなかで子供らしさを失ってゆくマサミチを心配し、自然が残るママの生家である米原家で生活させている。
パパ（ぱぱ）
原子力発電所の主任技師。小さなトラブルが頻発する現実と、安全神話の虚実に頭を悩ませている。普段は単身赴任で家族とは離れて暮らしている。
須賀 清（すが・きよし）
スイッチョさん。原子力発電所の技師でパパの部下。被曝し、マサミチの住む米原家の離れで静養している。
朝子おねえちゃん（あさこおねえちゃん）
正道のいとこ。町の農協で働く。マサミチが轢いたカエルのお墓を作ってあげるなど、都会育ちのマサミチとは違う生命観の持ち主。

## 神・精霊の登場人物
ツクヨミ（つくよみ）
月読命。夜の神様。ツクヨミ様と呼ばれる。マサミチと神社の境内で出会う。姿は美しい若者で、瞳は黒目も白目も無い銀色。ムーの滅亡などにも深く関係している。
月うさぎ（つきうさぎ）
見た目はウサギ。ツクヨミ様に仕える。人間の姿を手に入れるために、被ばく治療に効果が無いまんじゅうとマサミチの体を交換する嘘をつく。
もともとは生まれてすぐに捨てられた人間の子だった。
ヨネハラさん（よねはらさん）
マサミチの住む家の家霊。姿は細身で色白の若い男性。
フランケンさん（ふらんけんさん）
発電所の家霊様。フランケン・シュタインに似た風貌から、マサミチからフランケンさんと呼ばれる。天津方の力の使い方に不満がある。
アケボシ（あけぼし）
金星・明星の神。ツクヨミや小波彦と連携する。お酒が好き。
サヤギメ（さやぎめ）
国津風の神。風の女神。ツクヨミ様が好き。
ワダツミの小波彦さん（わだつみのこなみひこ）
水の神様。海の色をした髪の若い神様。

## 用語
闇鬼（あんき）
自己中心的で他人への思いやりがなく、自分の欲を満たすだけの人間。
家霊（いえだま）
家神とも呼ばれるが、神ではない"妖し"のような存在。ほかの地方では座敷ぼっこと呼ばれるらしい。幽霊のように壁をすり抜けることができる。
まんじゅう
ツクヨミ様によって闇鬼対策の解毒剤として作られたが、これを食したことにより、マサミチは動物や植物、神様や精霊の声を聞くことができるようになった。しかし青い炎による病には効果がない。
サトリ草（さとりそう）
マサミチが食べたまんじゅうに練り込まれた草。十五夜の日のほんのひとときにしか咲かない。
月弓丸（つきゆみまる）
ツクヨミ様が地球と月の間を行き来する時に使う三日月型の宇宙船。見た目はフェリーくらいの大きさの船、帆もエンジンもない。
青い火の炉(あおいひのろ）
マサミチのパパが勤める原子力発電所の原子炉。小さなトラブルが絶えない。
ECCS(イーシーシーエス）
非常用炉心冷却装置。燃料棒の溶融を防ぐために炉心に冷却水を注入する装置。

## 書誌情報
- 単行本：講談社、1993年。ISBN 978-4-06-206530-6
- 文庫本：講談社文庫、2007年。ISBN 978-4-06-275651-8